# Grand Prix Cycliste de Montréal 2013
|  | Denne artikel eller sektion om sport er forældet eller ikke opdateret. Se artiklens diskussionsside eller historik. |

Grand Prix Cycliste de Montréal 2013 er den 4. udgave af det canadiske cykelløb Grand Prix Cycliste de Montréal. Løbet vil blive afholdt 15. september 2013 i Montreal. Det er løb nummer 26 ud af 29 i UCI World Tour 2013.
Rytterne skal køre 17 omgange på en 12,1 km lang rute i centrum af Montreal. Start og mål er på Mount Royal, umiddelbart vest fra byens centrum. Ruten er meget kuperet og i alt skal rytterne køre 205,7 km.
Løbet bliver afholdt to dage efter GP Québec, som også er en del af World Touren og har Groupe Serdy, et canadisk tv-selskab, som ejer.

## Deltagende hold
Fordi GP Montréal er en del af UCI World Tour, er alle 18 UCI ProTour-hold automatisk inviteret og forpligtet til at sende et hold. Derudover kan løbsarrangøren invitere et antal hold fra lavere rækker. 
| UCI ProTour-hold: - Ag2r-La Mondiale (ALM) - Argos-Shimano (ARG) - Astana Pro Team (AST) - Belkin Pro Cycling (BEL) - BMC Racing Team (BMC) - Cannondale (CAN) - Euskaltel-Euskadi (EUS) - FDJ (FDJ) - Garmin-Sharp (GRM) | 0 - Lampre-Merida (LAM) - Lotto-Belisol (LTB) - Movistar Team (MOV) - Omega Pharma-Quick Step (OPQ) - Orica-GreenEDGE (OGE) - RadioShack-Leopard (RLT) - Team Saxo-Tinkoff (SAX) - Team Sky (SKY) - Vacansoleil-DCM (VCD) - Team Katusha (KAT) |  |

## UCI World Tour
Grand Prix Cycliste de Montréal er i kategori 4 på UCI World Tour 2013 og giver følgende point til det samlede årsresultat:
| Placering         |    |    |    | 4  | 5  | 6  | 7  | 8  | 9 | 10 |
| Samlet klassement | 80 | 60 | 50 | 40 | 30 | 22 | 14 | 10 | 6 | 2  |